# 螢之光
《螢之光》（日语：／ Hotaru no Hikari）是改編自蘇格蘭民謠（Auld Lang Syne）的日本歌曲，作詞者是稻垣千穎。
歌名《螢之光》，語出中國成語「囊萤映雪」（日语：／）。“囊萤”是指晋代车胤少时家贫，捕捉螢火蟲照明讀書的故事；“映雪”是指晋代孙康冬天利用雪的反光读书的故事；两则故事用以形容苦学不倦。
2006年（平成18年），文化厅和日本PTA全国协议会将其评选为“日本百首歌曲选”之一。

## 概要
明治14年（1881年）成為尋常小學校的唱歌教材，编入小学唱歌集初编中。明治28年（1895年）日本領台後也成為台灣初等教育的唱歌教材。
1941年12月，大日本帝国对英美宣战，英美音乐在日本被禁，但《萤之光》被排除在禁令之外，因为它被日本化了，此外还有《庭之千草》等歌曲亦未被禁止。
戰後在日本只唱第1、2段，因第3、4段歌詞的愛國主義內容而不再教唱。戰後在台灣則從螢之光，改為相同曲調、中文歌詞的「驪歌」。

## 歌詞

### 原版
明治14年（1881年）刊載於《小學唱歌集初編》的歌詞如下。
|   | 日文歌詞 | 日语读法 | 中译可演唱版本（仅前二段） |
| - | -------- | -------- | --- |
| 1 |          |          | 夏月囊萤，微光書明 冬日寒窗映雪 飽覽卷卷，日日月月 總感绵延不绝 光阴荏苒，不觉不知 恍悟白驹过隙 終至今日，将开杉门 去與同窗话别 |
| 2 |          |          | 天涯比邻，海内知己 一别劳燕分飞 彼此相惜，千万相思 不舍深情厚谊 百感交集，难以分释 我心化作此曲 且在今日，诸君共祈 只愿平安顺利 |
| 3 |          |          | |
| 4 |          |          | |

### 改編
第4段歌詞在日本領土擴張後，文部省做過以下的修改：
- （明治初期的版本）
- （樺太千島交換條約和琉球处分後）
- （甲午戰爭後）
- （日俄戰爭後）

## 應用
- 畢業典禮。
- NHK《紅白歌唱大賽》節目最後的合唱（从第四届开始，第十四届除外）。曾演唱一二段现仅演唱第1段。
- 日本職棒阪神虎球迷在對方選手退場時合唱第1段。
- 公共設施、商業設施在開放時間、營業時間即將結束時播放。
- 黑泽明导演电影《丑闻》中一个醉酒男人在圣诞晚会的酒馆里开始唱这首歌，听到歌曲的人们逐渐向酒馆中央靠拢，同声歌唱，许多人开始哭泣[5] 。

### 仅使用旋律
- 过去，青函渡轮出港时会播放该曲目。在连接青森站和函馆站的青函渡轮上，每次出港时都会响起《萤之光》的旋律。 1941年，据说与美英的战争不可避免，在飛鸞号工作的大场良平开始在起航时播放唱片，以缓解乘客的焦虑。他主要选择当时的流行歌曲。五月的一天，下午晚些时候，当船驶离港口时，他随意播放了《萤之光》。乘客们听到这首歌后都抽泣起来，自此开始，每次青函渡轮出港都会播放这首歌曲。战争期间，因日本军方指示该歌曲“不适合给出征兵士送行”曾一度遭停播。战后，随着洞爷号服役，这首歌又重新在青函渡船中播放[6]。1954年，洞爷号带着1337人在台风中沉没，《萤之光》继续在其他渡船上播放。20世纪70年代，曾有人提议用一些轻快的乐曲替换掉《萤之光》以吸引年轻人，但它依旧播放，直到1988年，青函渡轮迎来了它的末班船，乘客们伴着《萤之光》的旋律挥手、欢呼[7]。
- 如今，东海汽船（日语：東海汽船）的货船和客船从各岛出发时会播放《萤之光》。
- 东京迪士尼乐园每年举行的倒计时派对（日语：カウントダウン・パーティー）前三分钟会播放两到两分半的《萤之光》。
- 《萤之光》被用作北大阪急行箕面萱野站（2024年3月22日前為千里中央站）末班电车的发车曲[8][9]。

## 外部連結
- 小学唱歌集 初編「第二十 螢」
- 唱歌「蛍の光」「あおげば尊し」 （页面存档备份，存于）